# Alegeri în Madagascar
Republica Madagascar ocupă cea de-a patra insulă ca mărime din lume localizată în Oceanul Indian. Este separată de coasta sud-estică a Africii de Strâmtoarea Mozambique. Capitala și cel mai mare oraș este Antananarivo.        
Ultimele alegeri prezidențiale democratice in Madagascar au avut loc în 2013 și au fost câștigate de Hery Rajaonarimampianina.
La 06.07.1966, Madagascar se proclamă Republică, prim-ministrul Hastings Kamuzu Banda devine președinte (din 1971, președinte pe viață) și instaurează în țară un regim dictatorial. Primele alegeri libere parlamentare si prezidențiale (17.05.1994) sunt câștigate de Bakili Muluzi, care devine președinte al statului. Independența este obținută la 26.06.1960, în fața Franței.
Madagascar este o republică semi-prezidențială reprezentativă democratic, unde prim-ministrul Madagascarului este conducătorul Guvernului. Puterea executivă este reprezentată de Guvern, puterea legislativă este împărțită între Guvern, Senat și Adunarea Națională. Puterea judecătorească este independentă de executiv și legislativ.
Situația politică în Madagascar a fost marcată de putere pentru control. După ce Madagascarul și-a câștigat independența față de Franța în 1960, asasinările, loviturile militare și alegerile disputate au fost atrase în mod proeminent.
Dedier Ratsiraka a preluat puterea în 1975 printr-o lovitură de stat și a condus pana în 2002, cu o mică pauză când a fost înlăturat la începutul anilor 1990. Când Marc Ravalomanana și Ratsiraka, și-au proclamat ambii victoria după alegerile prezidențiale din decembrie 2001, suporterii lui Ratsiraka au încercat să blocheze capitala, Antananarivo, care era pro-Ravalomanana. După opt luni de violențe sporadice cu distrugeri economice considerabile, o renumărare a voturilor în aprilie 2002 a condus Curtea Înaltă Constituțională să îl pronunțe președinte pe Ravalomanana, dar abia în iulie Ratsiraka s-a refugiat în Franța și Ravalomanana a câștigat controlul țarii. Conflictul intern în Madagascar a fost minim în anii care au urmat și din 2002, Ravalomanana și partidul său, Tiako-I-Madagascar (TIM), au dominat viața politică. În încercarea de a restrânge puterea și influența președintelui, prim-ministrul și cei 150 de parlamentari i-au oferit o putere mai mare în ultimii ani.
Marc Ravalomanana (născut în data de 12/12/1949, în Imerinkasinini) este politician și a fost președinte al Madagascarului din 2002 până în 2009. Este membru al unui grup etnic numit Merina și a servit ca Maior al Antananarivei înainte de a deveni președinte în 2002. În decembrie 2006 a fost reales președinte, din primul tur.

## Crize politice în Madagascar(2009)
După o săptămână de proteste politice în Antananarivo, Andry Rajoelina, Maiorul Antananarivei, i-a cerut lui Ravalomanana să își de-a demisia de la putere pe data de 31 ianuarie 2009, numindu-l dictator, ticălos și hoț. Ravalomanana a răspuns prin a-l concedia pe Rajoelina, citând o lege care permite Guvernului să îi înlăture pe oficialii care eșuează în a-și face datoria fată de stat. Această mișcare, oricum, este considerată a nu fi în concordanță cu legea țării, ci un alt semn al abuzului de putere al președintelui pentru a-l opresa pe maior, care a câștigat o victorie în 2007 împotriva candidatului Președinției pentru slujba de Maior al capitalei. Mai multe cereri din partea Bisericilor, Secretarului General al Națiunilor Unite și comunităților diplomatice locale adresate Președintelui de a începe un dialog cu oponenții pentru a găsi o soluție de pace la crizele politice au fost ignorate.
Pe 26 ianuarie, din cauza focului și arderii fabricilor și magazinelor sale de către oponenți, multe corpuri omenești au fost găsite arse ori ucise. Pe 7 februarie 2009, o adunare de opoziție a fost ținută în prezența a aproape 20 000 de persoane. Urmând chemarea și minciunile liderului opoziției Andry Rajeolina, mulțimea a început să mărșăluiască spre biroul președintelui din centrul Antananarivei deși aceasta este cunoscută ca zona roșie. În momentul în care demonstranții au încercat să intre în palatul prezidențial gărzile au deschis focul, ucigând cel puțin 30 de persoane și lăsându-i pe mulți alții răniți. Făcând asta, Ravalomanana devine al 3-lea președinte (după predecesorii săi Didier Ratsiraka și Phillbert Tsiranana) în istoria  Madagascarului să permită forțelor de apărare să tragă în mulțime. După toate acestea, Ravalomanana s-a adresat poporului său pe canalul național de televiziune îndemnându-i să rămână calmi.
După 2 săptămâni de tensiuni extreme între cele două tabere politice rivale – cu Ravalomanana adoptând o poziție bazată pe forță cu suportul constituțional de lider al armatei – pe data de 10 martie, liderii armatei au forțat apărarea ministerială recent numită în funcție să demisioneze (aceasta decisese să demisioneze după omorurile gărzii prezidențiale din 7 februarie 2009). Au anunțat, de asemenea, că au dat oponenților 72 de ore pentru a găsi o soluție la criza, prin dialog, înainte de a organiza alte acțiuni. Această mișcare vine după ce liderii partidelor militare anunțaseră cu o zi înainte că nu vor mai executa ordine care vin din partea președinției din moment ce datoria lor este să protejeze poporul, nu să îl opreseze, așa cum făcuseră cu câteva zile în urmă.
Imediat după demisia apărării ministeriale, Ravalomanana s-a adresat poporului. A acceptat faptul că a făcut greșeli și a promis să asculte supărările protestatarilor.

## Demisia de la Președinție
Unii s-au gândit că Ravalomanana a demisionat pe 17 martie 2009 după pierderea suportului militar și sub o intensă presiune a lui Rajoelina. Ravalomanana a atribuit puterea unui consiliu militar condus de Vice – Amiralul Hypolite Ramaroson. Armata a numit mișcarea condusă de Ravalomanana "truc" și a anunțat că îl va susține pe Rajoelina ca lider. Ravalomanana s-a refugiat în Swaziland.
Rajoelina s-a declarat deja noul lider și și-a asumat rolul de Președinte. El l-a numit ca prim-ministru pe Monja Roidefo. Rajoelina a anunțat că următoarele alegeri se vor ține în 2 ani și faptul că , constituția va fi amendată. 
Uniunea Europeană ca și alte entități intrenaționale, a refuzat recunoașterea noului guvern din cauză că a fost instalat prin puterea armelor. Uniunea Africană și Comunitatea de Dezvoltare a Africii de Sud au criticat amândouă demisionarea forțată a lui Ravalomanana. Purtătorul de cuvânt al Secretarului General al Națiunilor Unite a spus că este "profund preocupat de dezvoltările pivotante din Madagascar".

## Sentințe
Președintele Ravalomanana a fost condamnat la 4 ani de închisoare în 2 iunie 2009. Termenul arestării a fost admis ca fiind așa-zisul „abuz în serviciu” care, conform Ministerului de Justiție include achiziționarea unui jgheab prezidențial. Acest jgheab valorează 60 de milioane de dolari și a fost obținut în decembrie 2008. Ravalomanana a fost acuzat de „amestecarea intereselor publice cu interesele personale”.
Ravalomanana a fost exilat în Africa de Sud. Pe data de 4 august Ravalomanana s-a întâlnit cu Andry Rajoelina și cu fostul președinte exilat Didier Ratsiraka (1975 – 1993 si 1997 – 2002), cu fostul președinte al Madagascarului Albert Zafy (27/03/1993 – 5/09/1996) și cu fostul președinte al Mozambicului Joasuim Chissano care s-a comportat ca mediator pe parcursul a patru zile de mediere a discuțiilor despre crize ținută în Madagascar.